# Argyrodes gracilis
Argyrodes gracilis là một loài nhện trong họ Theridiidae.
Loài này thuộc chi Argyrodes. Argyrodes gracilis được Ludwig Carl Christian Koch miêu tả năm 1872.